# ساندي بالتيمور
ساندي مادلين بالتيمور (مواليد 19 فبراير 2000) هي لاعبة كرة قدم فرنسية محترفة تلعب كمهاجم في القسم 1 نادي باريس سان جيرمان الفرنسي ومنتخب فرنسا لكرة القدم للسيدات.